# Kubinszky Mihály (püspök)
Kubinszky Mihály (Dunapataj, 1824. augusztus 1. – Baja, 1881. február 23.) kanonok, a Kalocsai főegyházmegye
segédpüspöke.

## Élete
Édesapja Kubinszky Mátyás seborvos, édesanyja Kröwik Erzsébet. Tanulmányait Baján, Kalocsán, Szegeden és Egerben végezte. 1844-től volt kalocsai papnövendék, ahonnan a pesti Központi Szemináriumba küldték. Hittudományokból a pesti egyetemen végzett. 1848. július 5-től volt káplán Bácsbokodon, 1849-től további tanulmányokat folytatott a bécsi Augustineumban. Teológiai doktori címét 1851-ben szerezte, ezután a kalocsai nagyszeminárium lelkiigazgatója volt, ugyanitt 1852-től teológiai tanár. Tiszteletbeli udvari káplán címét 1856-ban szerezte. 1860-tól a nagyszeminárium igazgatója, 1865-től apát. Két évvel később a budapesti Központi Szeminárium igazgatójává nevezték ki. 1869-től pápai kápláni cím viselője. 1873-ban nevezték ki érseki főtanfelügyelővé, 1875-ben a kalocsai nagyszeminárium prodirektorává. Részt vett a Miasszonyunkról Nevezett Kalocsai Szegény Iskolanővérek polgári iskolai tanítónőképzőjének megalapításában, ahol nevelés- és módszertant tanított, 1878-ban óvónőképzőjük felállításában. 1876-tól püspök, a kalocsai érsek helyettese. Elnöke volt a Szent László Társulatnak, amely sokat tett a csángókért, a moldvai csángók helyzetét két útja során személyesen is tanulmányozta.

## Művei
- Cikkek a Munkálatokban (1846), a Religioban (1850-es évek), a Magyar Államban (1870.)
- Társulati Értesítő mint Jézus szent szive Hirnöke (folyóirat szerkesztője és kiadója)
- Memoriale Sacrorum Exercitiorum in alma dioecesi Csanadiensi asservatorum. (Kalocsa, 1859.)
- Szentek élete. (Vogel Máté után ford., Kalocsa, 1865.)
- Allocutio ad alumnos seminarii centr. Pestiensis dum regimen eiusdem capesseret. (Pest, 1867.)
- Két korszerű kérdés: a.) Mire való az apácza a földön? b.) Mire valók az iskola-nénék Szabadkán? (Kalocsa, 1871.)
- Tanügyi tapasztalatok, egybe állítva nehány Kalocsa-főmegyei paptanító által. (Szulik Józseffel együtt, Kalocsa, 1873.)
- A tökéletességnek és keresztény erényeknek gyakorlása. (3 kötet, Rodriguez Alfonz után Jáky Ferenc és Tóth Mike ford., Kalocsa, 1874.)